# Ragnar Salwén
Sven Ragnar Salwén, född 21 september 1875 i Västansjö, Grangärde socken, död 24 september 1962 i Falun, var en svensk gruvingenjör och målare.
Han var son till gruvdirektören Anders Erik Salwén och Ulrika Kristina Nordlund och gift första gången 1900 med Inga Ahlgrensson och andra gången från 1911 med Ninnie de Ron. Vid sidan av sitt arbete som ingenjör var han verksam som konstnär. Under några år på 1890-talet och fram till 1902 bedrev han konststudier vid Académie Cormon, Académie Colarossi, Académie Delecluse och Académie des Beaux-Arts i Paris. Under sin studietid ingick han i kretsen kring Ivan Aguéli. Efter paristiden genomförde han några studieresor till Nederländerna 1902 och Italien 1902–1903. Under sina år i Paris medverkade han i utställningarna Internationale des Beraux-Arts, Exposition Nationale du Travail där han tilldelades utställningsmedaljer samt på Salon des Indépendants. Tillsammans med Harald Sörensen-Ringi ställde han ut på Konstnärshuset 1906 och han medverkade i samlingsutställningar arrangerade av Dalarnas konstförening. Bland hans offentliga arbeten märks en altartavla till Grangärde kyrka. Hans konst består av porträtt, figurkompositioner och landskap oftast utförda i olja. Salwén är representerad vid Folkets hus i Grängesberg, Norrköpings högre tekniska läroverk, Bergmästarämbetet och Frimurarorden.
Som ingenjör arbetade han i Grycksbo, Nokia i Finland och Ranheim i Norge. Han var föreståndare för Grängesbergs malmanrikningsverk 1908–1938 och har uppfunnit flera maskiner för malmhantering. Han skrev läroböcker i malmhantering, bland annat Teori och praktik vid svensk järnmalmsanrikning.
Ragnar Salwén är begravd på Skogskyrkogården i Falun.